# 備中国の式内社一覧
備中国の式内社一覧（びっちゅうのくにのしきないしゃいちらん）は、『延喜式』第9巻・第10巻「神名帳上下」（延喜式神名帳）に記載のある神社、いわゆる「式内社」およびその論社のうち、備中国に分類されている神社の一覧。
また『延喜式』神名帳の編纂当時に存在したが同帳に記載の無い神社、いわゆる「式外社」についても付記する。

## 式内社
『延喜式』神名帳では、大社1座1社（名神大社）・小社17座17社の計18座18社を記載。
1）「神名帳」列は、『延喜式 上巻』（大岡山書店、昭和4年、国立国会図書館デジタルコレクション）等における『延喜式』神名帳の記載を基に作成。社名表記は神社史料集成（5を参照）における字体（異体字がある場合には新字体・通用性の高い字体を使用）を基準とした。読みの「-」部分は、「神社」以外で仮名が振られていない部分。「○座」は座数を表し、一座の場合は記載していない。

2）格の「名神大」は名神大社を、「大」は式内大社（名神大社除く）を、「小」は式内小社を意味する。付記は社名とともに記されているもので、一部は「式内社#式内社の社格」を参照。

3）比定社が複数ある場合、最も有力なものを無冠で示し、他の論社には「（論）」を冠した。

4）本来の式内社とは認めがたいものの、式内社を合祀したなどその後継を主張するもの、その他参考の神社には「（参）」を冠した。

| 神名帳                     | 神名帳                | 神名帳 | 神名帳               | 比定社                     | 比定社                   | 比定社             | 集成 |
| 社名                       | 読み                  | 格     | 付記                 | 社名                       | 所在地                   | 備考               | 集成 |
| -------------------------- | --------------------- | ------ | -------------------- | -------------------------- | ------------------------ | ------------------ | ---- |
| 窪屋郡 3座（並小）         |                       |        |                      |                            |                          |                    |      |
| 百射山神社                 | モモイヤマノ          | 小     |                      | 百射山神社                 | 岡山県総社市三輪         |                    |      |
| 足高神社                   | アシタカノ            | 小     |                      | 足高神社                   | 岡山県倉敷市笹沖         |                    |      |
| 菅生神社                   | スカフノ              | 小     |                      | （論）菅生神社             | 岡山県倉敷市祐安         |                    |      |
| 菅生神社                   | スカフノ              | 小     | （論）菅生天津神社   | 岡山県倉敷市西坂           |                          |                    |      |
| 賀夜郡 4座（大1座・小3座） |                       |        |                      |                            |                          |                    |      |
| 古郡神社                   | フルコホリノ          | 小     |                      | （論）古郡神社             | 岡山県総社市総社         |                    |      |
| 古郡神社                   | フルコホリノ          | 小     | （論）合祀：池田神社 | 岡山県総社市槇谷           |                          |                    |      |
| 野俣神社                   | ノマタノ              | 小     |                      | （論）沼田神社             | 岡山県総社市総社         | 備中国総社宮境内社 |      |
| 野俣神社                   | ノマタノ              | 小     | （論）合祀：大和神社 | 岡山県加賀郡吉備中央町宮地 |                          |                    |      |
| 鼓神社                     | ツツミノ              | 小     |                      | 皷神社                     | 岡山県岡山市北区上高田   |                    |      |
| 吉備津彦神社               | キヒツヒコノ          | 名神大 |                      | 吉備津神社                 | 岡山県岡山市北区吉備津   | 備中国一宮         |      |
| 下道郡 5座（並小）         |                       |        |                      |                            |                          |                    |      |
| 石畳神社                   | イハタタミノ          | 小     |                      | 石畳神社                   | 岡山県総社市秦           |                    |      |
| 神神社                     | ミワ                  | 小     |                      | 神神社                     | 岡山県総社市八代宮山     |                    |      |
| 麻佐岐神社                 | マサキノ              | 小     |                      | 麻佐岐神社                 | 岡山県総社市秦           |                    |      |
| 横田神社                   | ヨコタノ              | 小     |                      | 横田神社                   | 岡山県総社市久代         |                    |      |
| 穴門山神社                 | アナトノ-             | 小     |                      | （論）穴門山神社           | 岡山県倉敷市真備町妹     |                    |      |
| 穴門山神社                 | アナトノ-             | 小     | （論）穴門山神社     | 岡山県高梁市川上町         |                          |                    |      |
| 小田郡 3座（並小）         |                       |        |                      |                            |                          |                    |      |
| 在田神社                   | アリタノ              | 小     |                      | 在田神社・有田八幡神社     | 岡山県笠岡市有田         |                    |      |
| 神島神社                   | カミシマノ            | 小     |                      | （論）神島神社             | 岡山県笠岡市神島外浦     |                    |      |
| 神島神社                   | カミシマノ            | 小     | （論）合祀：天神社   | 岡山県笠岡市神島           |                          |                    |      |
| 鵜江神社                   | ウエノ                | 小     |                      | （論）鵜江神社             | 岡山県小田郡矢掛町西川面 |                    |      |
| 鵜江神社                   | ウエノ                | 小     | （論）大元鵜江神社   | 岡山県小田郡矢掛町東川面   |                          |                    |      |
| 後月郡 1座（小）           |                       |        |                      |                            |                          |                    |      |
| 足次山神社                 | アンツキノ- アスキ-   | 小     |                      | （論）足次山神社           | 岡山県井原市井原町       |                    |      |
| 足次山神社                 | アンツキノ- アスキ-   | 小     | （論）足次神社       | 岡山県井原市西江原町       |                          |                    |      |
| 足次山神社                 | アンツキノ- アスキ-   | 小     | （論）足次神社       | 岡山県井原市芳井町天神山   | 大山神社摂社             |                    |      |
| 英賀郡 2座（並小）         |                       |        |                      |                            |                          |                    |      |
| 比売坂鍾乳穴神社           | ヒメサカノイシノチノ- | 小     |                      | 日咩坂鐘乳穴神社           | 岡山県新見市豊永赤馬     |                    |      |
| 井戸鍾乳穴神社             | ヰドノ-               | 小     |                      | 井戸鍾乳穴神社             | 岡山県真庭市上水田       |                    |      |

## 式外社
『延喜式』神名帳の編纂当時に存在したが、同帳に記載の無い神社。